# IEEE 802.11

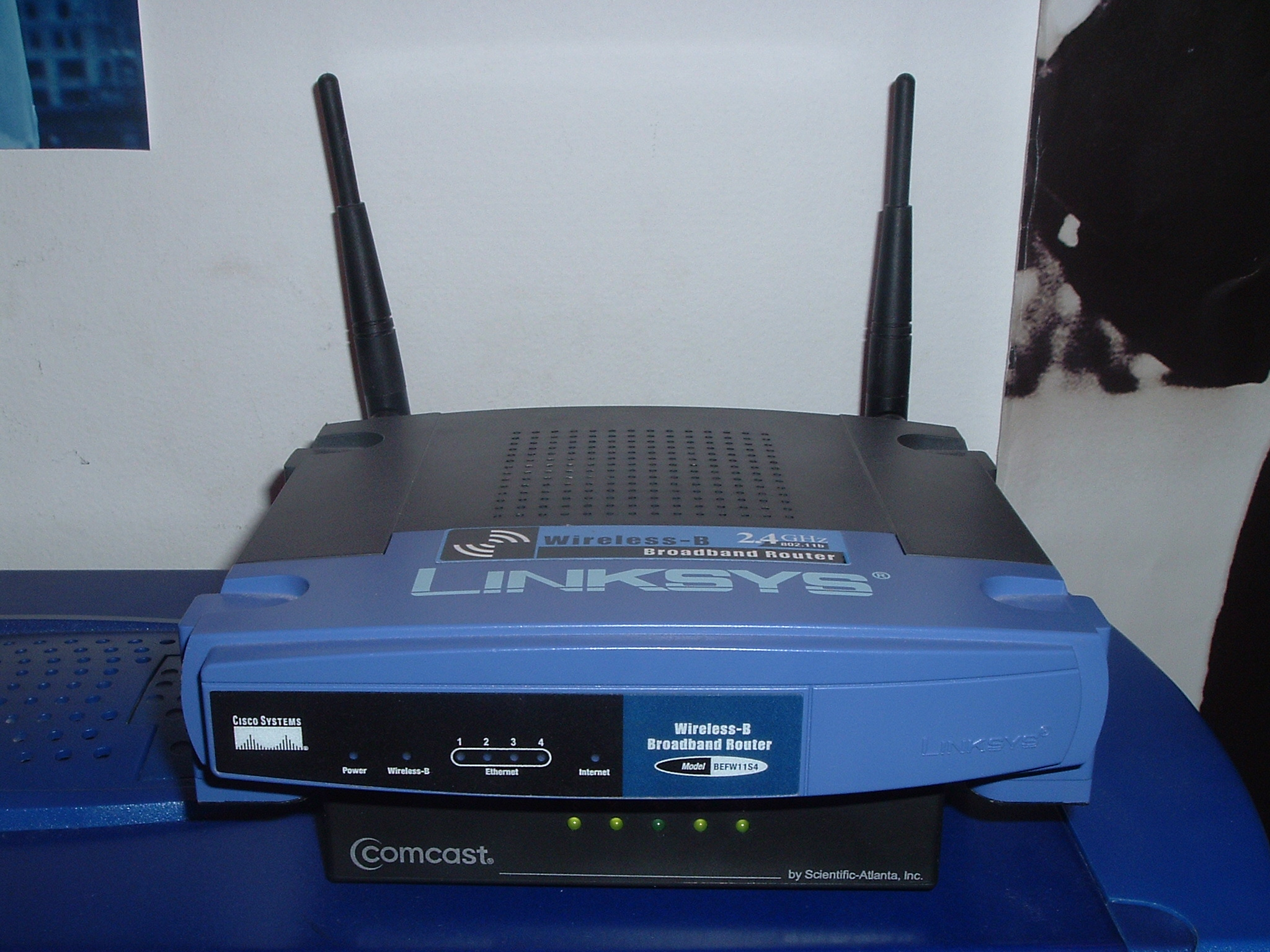
Exemple d'équipement fabriqué conformément aux recommandations de la norme IEEE 802.11. Ici, un routeur avec switch 4 ports intégré de la marque Linksys.

IEEE 802.11 est un ensemble de normes concernant les réseaux sans fil locaux (le Wi-Fi). Il a été mis au point par le groupe de travail 11 du comité de normalisation LAN/MAN de l'IEEE (IEEE 802). Le terme IEEE 802.11 est également utilisé pour désigner la norme d'origine 802.11, et qui est parfois appelée 802.11 legacy mode (en) (legacy mode en anglais signifie dans ce contexte : mode historique ou antérieur).

## Présentation de la norme

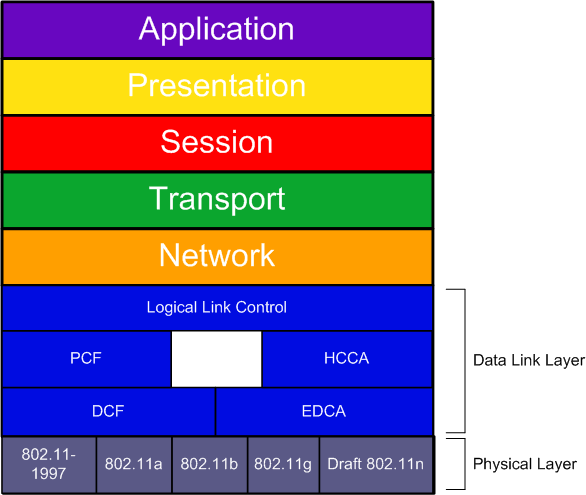
La norme 802.11 dans le modèle OSI.

La première norme IEEE 802.11, qui a établi les bases des réseaux Wi-Fi, a été publiée en 1997. Depuis lors, de nombreuses révisions et amendements ont été publiés pour améliorer les performances et les fonctionnalités des réseaux Wi-Fi. Certains des amendements et normes ultérieurs incluent IEEE 802.11b (1999), IEEE 802.11g (2003), IEEE 802.11n (2009), IEEE 802.11ac (2013), IEEE 802.11ax (ou Wi-Fi 6, 2019), et d'autres.
IEEE 802.11 fait partie d'un ensemble de normes édictées sous l'égide du comité de standardisation IEEE 802 à partir de 1997. Celui-ci constitue un tout cohérent servant de base de travail aux constructeurs développant des équipements et les services chargés de l'implémentation des infrastructures réseaux à liaison filaire et sans fil.
Le schéma ci-dessous est une adaptation du synopsis du standard IEEE 802 consigné dans la section "introduction" de la plupart des normes publiées sous ce standard. Celui-ci est articulé autour de la norme IEEE 802.11 qui définit les spécifications relatives à l'implémentation de la couche PHY et de la sous-couche MAC (Couche liaison de données du modèle OSI) pour les réseaux locaux sans fil (WLAN). 
L'ensemble articulé autour de la norme IEEE 802.11 se décompose en éléments identifiés comme suit :
- 802 : standard général de base pour le déploiement de réseaux numériques locaux ou métropolitains à liaison filaire ou sans fil ;
- 802.1 : gestion des réseaux ;
- 802.10 : sécurisation des échanges pour les systèmes à liaison filaire ou sans fil (Token Ring, Ethernet, Wi-Fi, WiMAX) ;
- 802.11 : spécifications pour l'implémentation de réseaux numériques locaux à liaison sans fil ;
- 802.2 : description générale de la sous-couche Logical Link Control.

## Tableau des principaux amendements du standard IEEE 802.11
Les standards 802.11 ont été complétés et améliorés à plusieurs reprises depuis l'approbation du standard initial par l'IEEE en 1997. Ces améliorations sont définies comme étant des amendements au standard initial, et leur rédaction est gérée et validée par le groupe de travail 802.11 de l'IEEE. La principale application commerciale est la technologie Wi-Fi qui s'appuie sur ces spécifications. Les principaux amendements applicables, qui modifient de manière significative les techniques de transmission utilisées (couche PHY), sont les suivants :
| Protocole      | Date de publication                     | Fréquences                             | Taux de transfert (Typ) | Taux de transfert (Max) | Portée théorique intérieure    | Portée théorique extérieure  |
| -------------- | --------------------------------------- | -------------------------------------- | ----------------------- | ----------------------- | ------------------------------ | ---------------------------- |
| Norme initiale | 1997                                    | 2,4–2,5 GHz                            | 1 Mbit/s                | 2 Mbit/s                | 20 m                           | 100 m                        |
| 802.11a        | 1999                                    | 5,15–5,35 GHz 5,47–5,725 / 5,725–5,875 | 25 Mbit/s               | 54 Mbit/s               | 35 m                           | 120 m (5 GHz) 5 km (3,7 GHz) |
| 802.11b        | 1999                                    | 2,4–2,5 GHz                            | 6,5 Mbit/s              | 11 Mbit/s               | 35 m                           | 140 m                        |
| 802.11g        | 2003                                    | 2,4–2,5 GHz                            | 25 Mbit/s               | 54 Mbit/s               | 38 m                           | 140 m                        |
| 802.11n        | 2009                                    | 2,4 GHz et/ou 5 GHz                    | 200 Mbit/s              | 600 Mbit/s              | 70 m (2,4 GHz) 12–35 m (5 GHz) | 250 m                        |
| 802.11ac       | 2013                                    | 5,15–5,35 GHz 5,47–5,875 GHz           | 433 Mbit/s              | 1 300 Mbit/s            | 12–35 m                        | 300 m                        |
| 802.11ax       | mai 2021                                | 2,4 GHz / 5 GHz / 6 GHz                |                         | 10,53 Gbit/s            | 12–35 m                        | 300 m                        |
| 802.11be       | attendue décembre 2024 (draft en cours) | 2,4 GHz / 5 GHz / 6 GHz                |                         | 23 Gbit/s               | 30 m                           | 120 m                        |

D'autres amendements qui concernent principalement la couche MAC du standard, la sécurité d'accès ou l'interfonctionnement entre réseaux ont aussi été validés :
| Amendement | Date de publication | Description |
| ---------- | ------------------- | --- |
| 802.11d    | 2001                | Permet la récupération dynamique des contraintes de transmissions (puissance maximale, canaux autorisés) en fonction des règles de régulation locales.                                                                               |
| 802.11h    | 2003                | Décrit des mécanismes permettant de mesurer et de sélectionner dynamiquement les canaux afin de respecter leurs conditions d'utilisations locales (c'est notamment nécessaire pour l'utilisation de la bande ISM à 5 GHz en Europe). |
| 802.11i    | 2004                | Ajoute des mécanismes d'identification et de chiffrement des données (WPA), afin de remplacer l'algorithme initial WEP de la norme 802.11 qui est obsolète.                                                                          |
| 802.11j    | 2004                | Décrit les modifications nécessaires à l'utilisation des bandes de fréquences à 4.9 GHz et 5 GHz en conformité avec la régulation japonaise.                                                                                         |
| 802.11e    | 2005                | Ajoute des mécanismes de QoS dans les réseaux 802.11. |
| 802.11p    | 2010                | Variante utilisant la bande des 5,9 GHz et visant le marché de la communication avec les véhicules (DSRC) |
| 802.11r    | 2008                | Vise à améliorer la mobilité entre les cellules d'un réseau Wi-Fi (le handover) et permettre à un appareil connecté de basculer plus vite d'un point d'accès vers un autre.                                                          |
| 802.11u    | 2007                | Elle vise à faciliter la reconnaissance et la sélection des réseaux et l'interfonctionnement avec d'autres réseaux externes tels les réseaux mobiles pour permettre l'interopérabilité entre différents fournisseurs de services.    |
| 802.11y    | 2008                | L'intérêt de cette version tient à sa grande portée jusqu'à 5 000 m en extérieur. La fréquence utilisée est de 3.7 GHz, ce qui la rend incompatible avec les cartes "usuelles" (a/b/g/n/ac).                                         |
| 802.11w    | 2009                | Augmente la sécurité des trames de management. |

En 2007, puis en 2012, 2016 et 2020 la plupart des amendements à la norme 802.11 (a, b, d, e, g, h, i, j puis r, y, w et n) ont été intégrés dans la norme par le groupe IEEE 802.11 et sont disponibles sous la forme d'un document unique.

### 802.11ac
IEEE 802.11ac (ou Wi-Fi 5) est le standard IEEE 802.11 publié en décembre 2013,. Il permet un débit plus élevé dans la bande des 5 GHz. Cette spécification permet un débit global multistations de plusieurs gigabits par seconde et un débit crête typique pour une seule liaison d'au moins 430 mégabits par seconde (avec 4 canaux agrégés), en utilisant des bandes de fréquence radio plus larges, le MIMO et une modulation plus sophistiquée.

### 802.11ax
IEEE 802.11ax (ou Wi-Fi 6) est le dernier standard IEEE 802.11, publié le 19 mai 2021. Optimisant l'utilisation du spectre sur une bande plus large (potentiellement de 1 à 7,1 GHz), ce standard permet d'augmenter encore le débit nominal (37 % de mieux à bandes de fréquences égales) mais encore plus en crête (jusqu'à un facteur 4), tout en diminuant la latence (de potentiellement 75 %). Dès 2017 pour les points d'accès et 2019 pour les terminaux, certains constructeurs ont commencé à commercialiser du matériel compatible avec cette norme.

## Comparaison des caractéristiques des normes IEEE 802.11
| Réseaux locaux 802.11 : standards physiques   | Réseaux locaux 802.11 : standards physiques | Réseaux locaux 802.11 : standards physiques | Réseaux locaux 802.11 : standards physiques | Réseaux locaux 802.11 : standards physiques                                                        | Réseaux locaux 802.11 : standards physiques | Réseaux locaux 802.11 : standards physiques | Réseaux locaux 802.11 : standards physiques | Réseaux locaux 802.11 : standards physiques |
| Protocole 802.11                              | date                                        | Fréquence                                   | largeur de bande                            | Débit binaire                                                                                      | Nombre maximum de flux MIMO                 | Codage / Modulation                         | Portée                                      | Portée                                      |
| Protocole 802.11                              | date                                        | Fréquence                                   | largeur de bande                            | Débit binaire                                                                                      | Nombre maximum de flux MIMO                 | Codage / Modulation                         | Intérieur                                   | Extérieur                                   |
| Protocole 802.11                              | date                                        | (GHz)                                       | (MHz), (GHz)                                | (Mbit/s), (Gbit/s)                                                                                 | Nombre maximum de flux MIMO                 | Codage / Modulation                         | (mètres)                                    | (mètres)                                    |
| --------------------------------------------- | ------------------------------------------- | ------------------------------------------- | ------------------------------------------- | -------------------------------------------------------------------------------------------------- | ------------------------------------------- | ------------------------------------------- | ------------------------------------------- | ------------------------------------------- |
| 802.11-1997 (d'origine)                       | juin 1997                                   | 2,4                                         | 79 ou 22 MHz                                | 1, 2 Mbit/s                                                                                        | NC                                          | FHSS, DSSS                                  | 20 m                                        | 100 m                                       |
| 802.11a (Wi-Fi 2)                             | sept 1999                                   | 5 3,7[A](US)                                | 20 MHz                                      | 6 Mbit/s à 54 Mbit/s                                                                               | 1                                           | OFDM                                        | 35 m                                        | 120 m (5 GHz) 5 000 m[A] (3,7 GHz)          |
| 802.11b (Wi-Fi 1)                             | sept 1999                                   | 2,4                                         | 22 MHz                                      | 1 Mbit/s à 11 Mbit/s                                                                               | 1                                           | DSSS                                        | 35 m                                        | 140 m                                       |
| 802.11g (Wi-Fi 3)                             | juin 2003                                   | 2,4                                         | 20 MHz                                      | 6 Mbit/s à 54 Mbit/s                                                                               | 1                                           | OFDM                                        | 38 m                                        | 140 m                                       |
| 802.11n (Wi-Fi 4)                             | oct 2009                                    | 2,4 5                                       | 20, 40 MHz                                  | 6,5 Mbit/s à 600 Mbit/s (voire 1,2 Gbit/s en utilisant simultanément les deux bandes de fréquence) | 4                                           | OFDM                                        | 70 m (2,4 GHz) 35 m (5 GHz)                 | 250 m                                       |
| 802.11ac (Wi-Fi 5)                            | déc 2013                                    | 5                                           | 20, 40, 80, 160 MHz                         | 6,5 Mbit/s à 6,93 Gbit/s                                                                           | 8                                           | OFDM                                        | 12-35 m                                     | 300 m                                       |
| 802.11ad                                      | déc 2012                                    | 57 à 71                                     | 1,7 à 2,16 GHz                              | jusqu’à 6,75 Gbit/s                                                                                | NC                                          | OFDM ou porteuse unique                     | 10 m                                        | 10 m                                        |
| 802.11af (en)                                 | fév 2014                                    | 0,054 à 0,79                                | 6 à 8 MHz                                   | 1,8 à 568,9 Mbit/s                                                                                 | 4                                           | OFDM                                        | 100 m                                       | 1 000 m                                     |
| 802.11ah                                      | mai 2017                                    | 0,9                                         | 1 à 8 MHz                                   | 0,6 à 8,6 Mbit/s                                                                                   | 4                                           | OFDM                                        | 100 m                                       | 100 m                                       |
| 802.11ax (Wi-Fi 6 et 6E)                      | fév 2021                                    | 1 à 7,1                                     | 20, 40, 80, 160 MHz                         | 8 Mbit/s à 9,6 Gbit/s                                                                              | 8                                           | OFDM, OFDMA                                 | 12-35 m                                     | 300 m                                       |
| 802.11ay (en)                                 | mars 2021                                   | 58,3 à 70,2                                 | 2,16 à 8,64 GHz                             | 20 à 176 Gbit/s                                                                                    | 4                                           | OFDM ou porteuse unique.                    | 100 m                                       | 500 m                                       |
| 802.11be (Wi-Fi 7)                            | 2024                                        | 2,4 5 et 6                                  | 20 40 80 160 320 MHz                        | | 16                                          | OFDMA                                       | 30 m intervalle de garde 0,8 µs             | 120 m intervalle de garde 3,2 µs            |
| Voir aussi : - Wi-Fi - Liste des canaux Wi-Fi |                                             |                                             |                                             | |                                             |                                             |                                             |                                             |

- A1 A2  IEEE 802.11y est équivalent à la norme 802.11a mais utilise la bande de fréquence des 3,7 GHz. Elle n’est autorisée qu’aux États-Unis par la FCC.
- B  par flux MIMO, avec intervalle de garde court (SGI).
- C  par flux MIMO, avec intervalle de garde long.
- D  en mode "single user" et débit maximum pour 8 flux MIMO.